# Погоня (фильм, 1965)
«Погоня» — советский фильм 1965 года, экранизация одноимённого рассказа Юрия Нагибина о егере, который преследует браконьера.

## Сюжет
В основе фильма «Погоня» история о том, как егерь гнался за браконьером, и догнал его, и привел в охотничье хозяйство. В этой истории, быть может, и не было бы ничего необыкновенного, если бы не одно обстоятельство. Писатель Юрий Нагибин много лет знаком с ним и сделал егеря героем своих произведений. — Советский экран, 1966
Рассказ написан в 1962 году напечатан в № 9 журнала «Москва» за 1962 год, затем последовали другие рассказы с этим же героем, прототипом которого  стал житель Мещеры, инвалид Великой Отечественной войны, егерь Анатолий Иванович Макаров, с которым он познакомился на утиной охоте:

Я написал о нем книгу рассказов и сценарий художественного фильма «Погоня», но, помимо всего, я просто очень люблю этого своеобычного, гордого человека и ценю его дружбу.— Юрий Нагибин

## В ролях
- Николай Ерёменко — Анатолий Иванович, егерь
- Александр Суснин — Сашка, браконьер
- Всеволод Кузнецов — Буренков, директор охотничьего хозяйства
- Дмитрий Орловский — Зенин, охотовед
- Михаил Васильев — Квочкин, егерь
- Виктор Хохряков — Сергей Петрович, генерал, охотник
- Юрий Соломин — Николай Макарович, майор, охотник
- Вера Васильева — Шура, жена Анатолия Ивановича
- Иван Селянин — Пинчуков, помощник егеря
- Сергей Юртайкин — Василь
- Людмила Чурсина — рабочая на строительстве шоссе
- Николай Новлянский — старик на лодке
- Евгений Весник — рыбак